# Whitesburg (Kentucky)
Whitesburg – miasto w Stanach Zjednoczonych, w stanie Kentucky, w hrabstwie Letcher.